# لودفيغسهافن

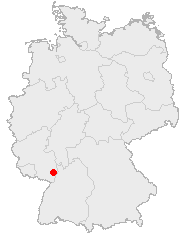
موقع المدينة على الخريطة

لودفيغسهافن (بالألمانية: Ludwigshafen) هي مدينة ألمانية في ولاية راينلاند بالاتينات, تقع على الراين على الضفة المقابلة لمدينة مانهايم, و تشكّل مع مانهيم وهيدلبيرغ والمنطقة المحيطة تشكل منطقة مساحة نيكار راين. وتشتهر المدينة بصناعتها الكيميائية, وهي المكان الذي ولد فيه المستشار الألماني السابق هلموت كول والفيلسوف إرنست بلوخ.

## تاريخ المدينة
استقرت القبائل السلتية والجرمانية هنا خلال القرن الأول قبل الميلاد، وقد استولى الرومان على هذه المنطقة.
في القرون الوسطى ظهرت عدد من ضواحي لودفيغسهافن.
و خلال القرن ال17 عشر مرت المدينة بظرف صعبة, حيث دمرت وقل عدد السكان خلال حرب الثلاثين عاماً وحكم لويس الرابع عشر.
خلال الحرب العالمية الأولى كانت لودفيغسهافن تمثل مفتاح اقتصاد ألمانيا أثناء الحرب.
و قد تعرضت لقصف شديد أثناء الحرب العالمية الثانية من قبل قوات التحالف, حوالي 13,000 قنبلة خلال 121 غارة منفصلة.

## توأمة
للودفيغسهافن اتفاقيات توأمة مع كل من:
- باسادينا (1948 - )
- لوريان (1963 - )
- London Borough of Havering [الإنجليزية]‏ منذ (1971 - )
- سومقاييت (1987 - )
- دساو روسلاو (1988 - )
- أنتويرب (1999 - )
- عنتاب (2012 - )
- سان جيمنيانو
- Tiszaújváros [الإنجليزية]‏

## معرض صور

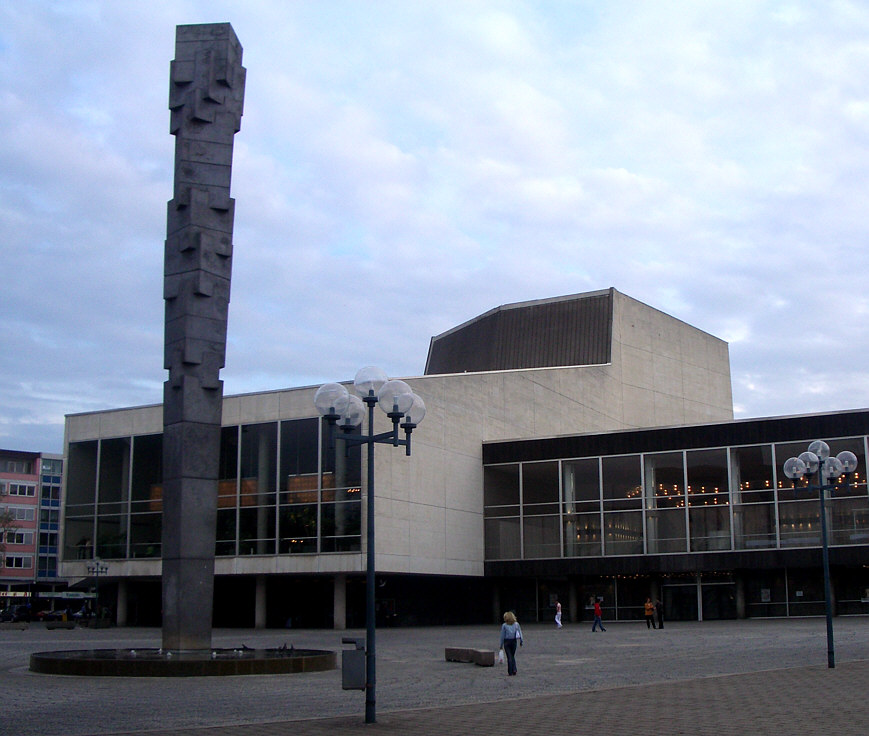
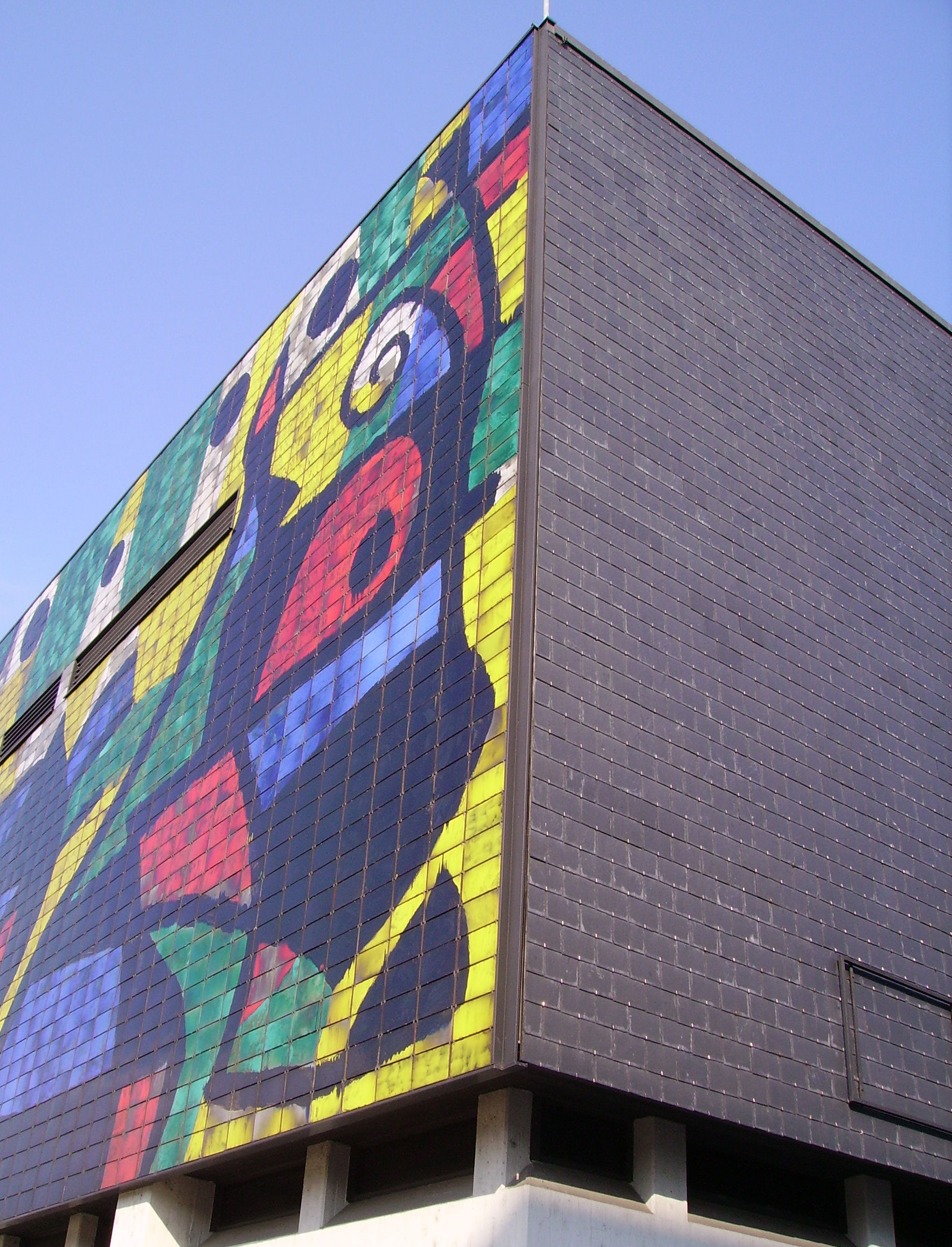
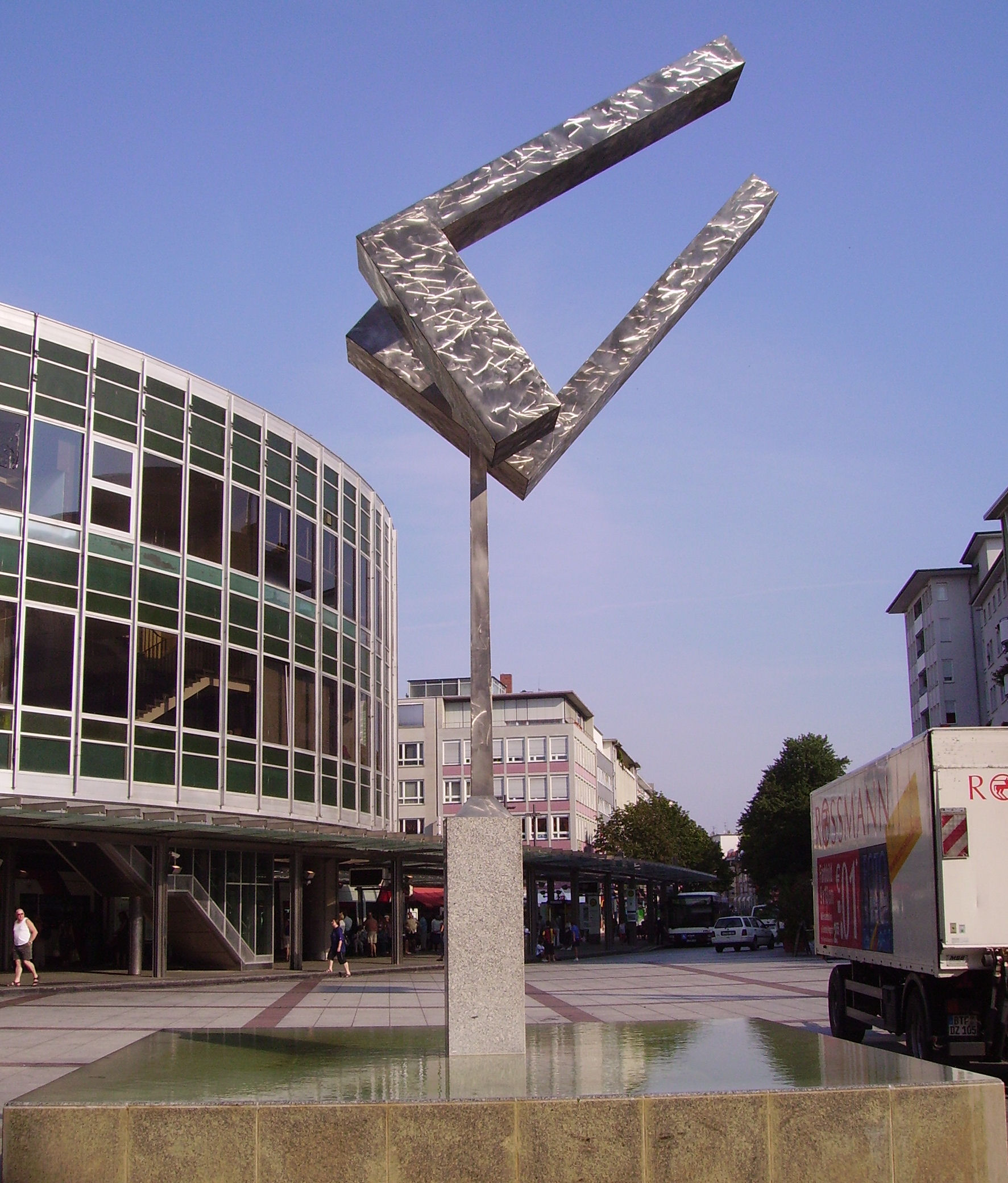
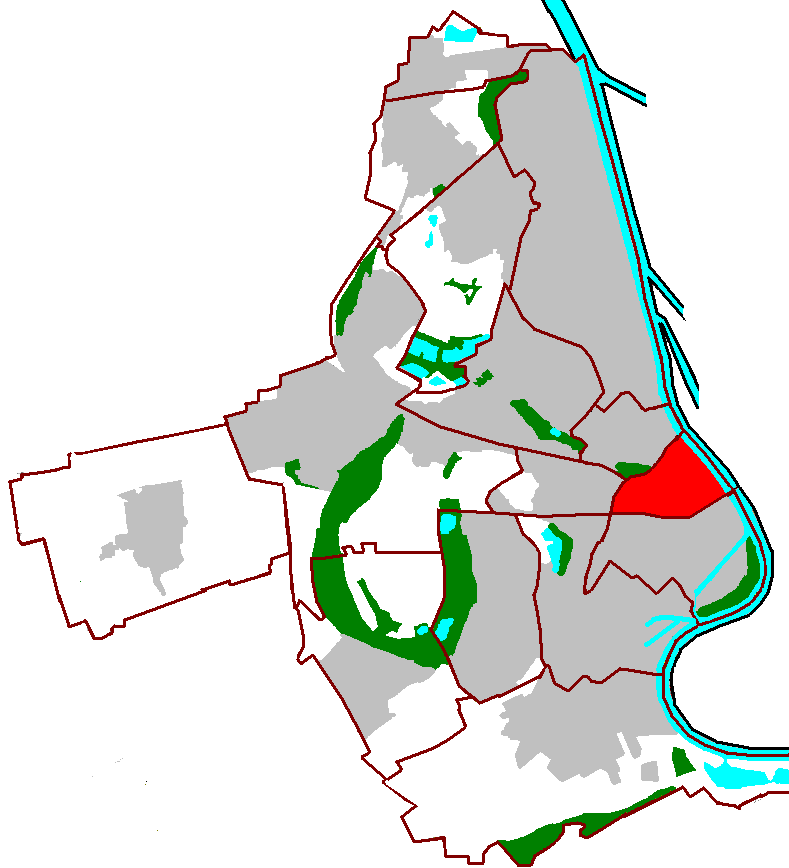

## أعلام
- آندريه شورله
- جوسيف مولر
- هانيلوره كول
- إرنست بلوخ
- ثيو هلفريشت